# Franz Ignaz Pruner

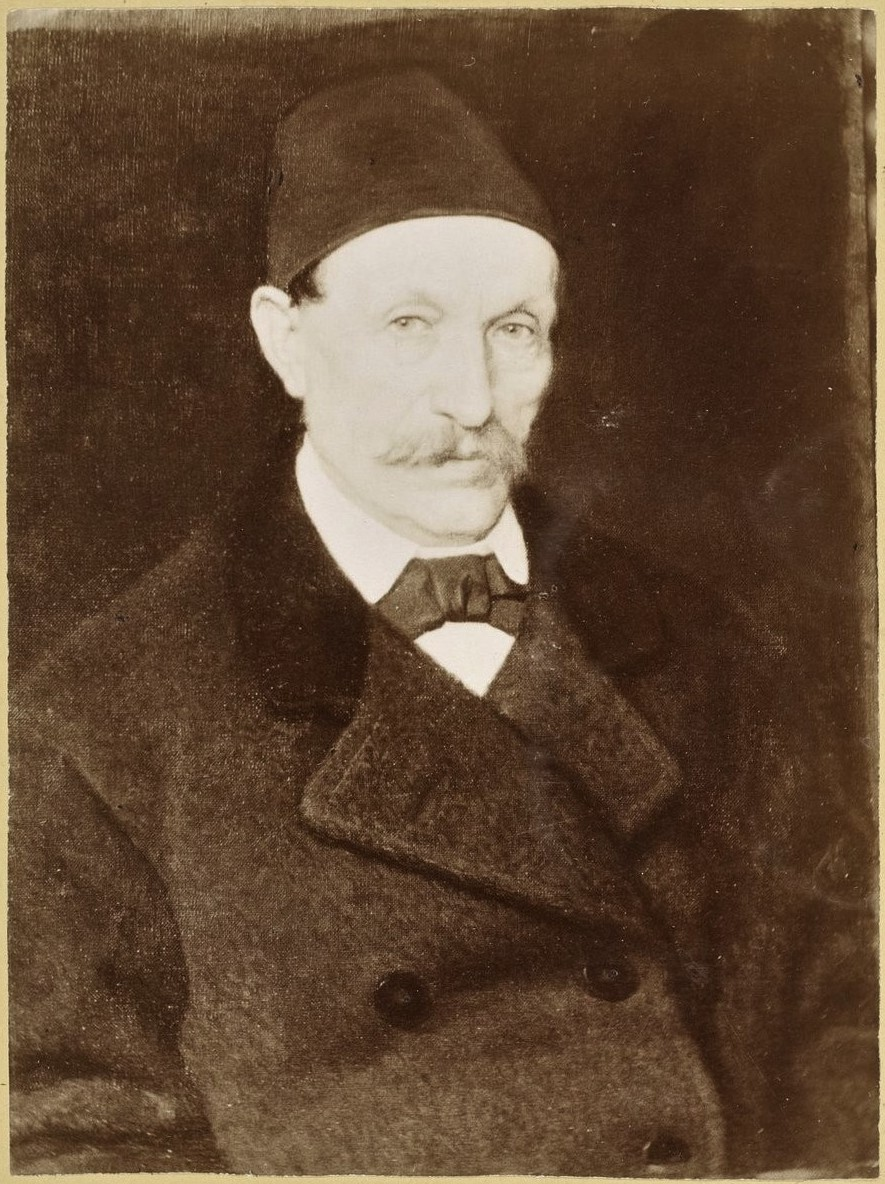
Franz Ignaz Pruner

Franz Ignaz Pruner (auch: Prun(n)er-Bey; * 8. März 1808 in Pfreimd, Oberpfalz; † 29. September 1882 in Pisa) war ein deutscher Mediziner, Augenarzt und Anthropologe.

## Familie
Franz Ignaz Pruner war ein katholisch getaufter Sohn von Ignaz Brunner († 1822), Oberschreiber am königlichen Rentamt in Leuchtenberg/Oberpfalz, und der Katharina, geb. Horchler aus Mitterteich/Oberpfalz.

## Ausbildung und Beruf
Nach erfolgreichem Abschluss der Gymnasialzeit (1818–1825) in Amberg studierte der Hochbegabte ab 1826 an der Universität München zunächst ein Jahr lang Philosophie und wechselte anschließend zur medizinischen Fakultät. Zu seinen Lehrern gehörten der Anatom und Physiologe Ignaz Döllinger (1770–1841), der Chirurg Johann Nepomuk von Ringseis und der Internist Ernst von Grossi (1782–1829), der ihm noch während seiner Studienzeit eine Assistentenstelle verschaffte und dessen medizinische Ausbildung förderte. Pruner schloss 1830 das Studium mit der ärztlichen Approbation und Promotion ab. Während eines Weiterbildungsaufenthaltes in Paris traf er den französischen Arzt Étienne Pariset (1770–1847), der mit Untersuchungen über Pest-Epidemien in Ägypten beauftragt war und Pruners Interesse für den Orient weckte. Im Jahr 1831 schloss sich Pruner einer wissenschaftlichen Expedition unter der Leitung des Regensburger Naturforschers Karl von Hügel (1796–1870) an und gelangte nach Ägypten. Dort wurde er vom ägyptischen Vizekönig Muhammad Ali Pascha auf den Lehrstuhl für Anatomie und Physiologie der medizinischen Schule von Abuzabel bei Kairo, die 1825 von dem französischen Arzt Antoine Barthélémy Clot (in Ägypten Clot Bey genannt) begründet worden war, berufen.
1832 kehrte Pruner nach München zurück, um die Herausgabe der Werke seines verstorbenen Lehrers Grossi vorzunehmen, brach jedoch 1833 erneut nach Süden auf, da ihm die Münchner Hochschule keine berufliche Zukunft bieten konnte. Nach einem Studienaufenthalt an der Klinik des Tiroler Augenarztes Francesco Flarer (1791–1850) in Pavia, reiste Pruner nach Kairo weiter und wurde dort zum Direktor des Militärkrankenhauses in Esbekieh ernannt. Im Anschluss an eine Reise zur arabischen Halbinsel, wo er ein Mitglied der Königsfamilie augenärztlich behandelte, wurde Pruner zum Direktor der Zentralspitäler in Kairo und Kasr-el-Aini sowie zum Professor der Augenheilkunde berufen, 1839 zum Leibarzt von Abbas Pascha ernannt sowie mit dem Rang und Titel eines Bey ausgestattet.
1860 verließ Pruner aus gesundheitlichen Gründen Ägypten und ließ sich in Paris nieder, wo er ausschließlich phrenologische, ethnographische und anthropologische Forschung betrieb. Nach dem Ausbruch des Deutsch-Französischen Krieges 1870 musste er Frankreich verlassen, ging nach Pisa und lebte dort als Privatgelehrter.

## Leistung
Pruner war außerordentlich vielseitig wissenschaftlich begabt und widmete sich mit gleicher Sorgfalt der Medizin, der Augenheilkunde, Epidemiologie, Hygiene, Linguistik, Ethnologie und Ethnographie sowie der Anthropologie. Als einer der ersten geschulten Ophthalmologen seiner Zeit behandelte er bei epidemisch auftretenden infektiösen Augenerkrankungen (Konjunktivitis, Trachom) bis zu 20.000 Patienten erfolgreich mit „Luxorwasser“ (gesättigte Zinkalaun-Lösung), darüber hinaus beschäftigte er sich bevorzugt mit entzündlichen, meist infektiösen Erkrankungen der Binde- und Hornhaut.
In Ägypten und Arabien befasste er sich mit den großen Seuchen (Pest, Cholera, Typhus), Infektions- (Syphilis, Grippe, Pocken, Blattern, Gelbfieber, Dengue-Fieber), Tropen- (Orientbeule), Mangelerkrankungen (Skorbut, Pellagra), Zoonosen und Parasiteninfektionen. Er beschrieb 1847 erstmals die Pentastomiasis, eine durch einen wurmförmigen Endoparasiten verursachte Erkrankung, verfasste eine medizinische Topographie (Physikatsbericht) und Ethnographie von Kairo und wies auf die Bedeutung der Hygiene für die Seuchenbekämpfung hin. Nach 1860 widmete sich Pruner hauptsächlich anthropologischer Forschung mit dem Schwerpunkt Kraniologie, wobei er mehr als 15.000 Messungen an 507 Schädeln vornahm.
Pruner vertrat die „antikontagionistische“ Infektionsursachenhypothese, die die Übertragbarkeit von Krankheiten nicht anerkannte, und wirkte als Mediziner der Übergangsperiode von naturphilosophischen zu naturwissenschaftlichen Prinzipien nach 1840.

## Ehrungen
Seit 1835 war er auswärtiges korrespondierendes Mitglied der Académie nationale de médecine, seit 1838 war er korrespondierendes Mitglied der Bayerischen Akademie der Wissenschaften. Er war seit 1860 Mitglied der Société d’anthropologie de Paris sowie im Jahr 1865 deren Präsident. 1872 erhielt er die Ehrendoktorwürde der Universität München.

## Schriften

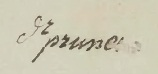
Unterschrift von Franz Ignaz Pruner

Pruners Gesamtwerk umfasst 12 medizinische und 124 anthropologische und linguistische Publikationen in französischer Sprache
- Tentamen de morborum transitionibus. Diss. med., München 1830.
- Ist denn die Pest wirklich ein ansteckendes Übel ? München 1839.
- Die Überbleibsel der altägyptischen Menschenrassen. München 1841.
- Die Krankheiten des Orients vom Standpunkte der vergleichenden Nosologie betrachtet. Erlangen 1847.
- Topographie médicale du Caire avec le plan de la ville et des environs. München 1847.
- Der Neger. In: Zeitschrift der Deutschen Morgenländischen Gesellschaft, Band 1. S. 129–136 (Digitalisat).
- Die Weltseuche Cholera und die Polizei der Natur. Erlangen 1851.
- Der Mensch im Raume und in der Zeit. München 1859.